# جائزة بريطانيا الكبرى 1967
جائزة بريطانيا الكبرى 1967 هو سباق فورمولا 1 أقيم بتاريخ 15 يوليو 1967 في حلبة سلفرستون، سيلفرستون، إنجلترا. كان السادس من أصل 11 في بطولة العالم لسباقات الفورمولا واحد موسم 1967. حلّ البريطاني جيم كلارك أولا بينما جاء النيوزلندي ديني هولم في المركز الثاني.